# Чумак, Роман Юрьевич
Рома́н Ю́рьевич Чума́к (укр. Роман Юрійович Чумак; род. 1 октября 1982, Днепропетровск) — украинский футболист, вратарь. Тренер.

## Игровая карьера
В футбол начинал играть в ДЮФК криворожского «Кривбасса». В первую группу его приняли как нападающего, но впоследствии Чумак по совету отца перешёл на позицию вратаря. Первыми профессиональными клубами были «Прикарпатье-2» и «Энергетик» (Бурштын), в сезоне 1999/2000 за основной состав в этих командах не сыграл ни одного матча.
С 2000 по 2004 годы играл за «Горняк-Спорт». 29 июля 2000 дебютировал на профессиональном уровне. В первом матче в рамках Кубка второй лиги против «Черкасс-2» вышел на поле на 67-й минуте вместо Александра Крикуна. В чемпионате Украины дебютировал 20 сентября в домашнем матче группы Б второй лиги против «Днепра-3». Всего в клубе в первенстве сыграл 80 матчей, в которых пропустил 107 мячей. Еще 5 матчей (10 пропущенных мячей) провёл в Кубке Украины. В сезоне 2004/05 годов продемонстрировал рекордную для команды-аутсайдера «сухую» серию. По совету Дмитрия Мануйленко и Евгения Слипченко отправился на просмотр в «Нафком-Академию», произвёл на тренерский штаб броварской команды хорошее впечатление, но «Нафком» и «Горняк-Спорт» не договорились о сумме компенсации. После этого по инициативе главного тренера полтавской «Ворсклы» Владимира Мунтяна полтавчане выкупили контракт Чумака. Ориентировочная сумма трансфера составила 20 000 долларов. В полтавском клубе основным вратарём был Виталий Постранский, Чумак же конкурировал с Андреем Пятовым за место второго вратаря. Затем Пятов стал основным вратарем, а в команде появился Сергей Долганский, также уверенную игру демонстрировал молодой вратарь дубля Олег Чуваев. Во время летнего трансферного окна 2008 года Чумак на правах аренды перешёл в кременчугский «Кремень». В команде его хотел видеть тренер Андрей Недяк. «Кремень» выступал во второй лиге.  снова стал основным вратарём. В 2008—2009 годах сыграл 49 матчей и пропустил 68 мячей.
В феврале 2010 года Чумак перешёл в клуб первой лиги «Александрия». Единственную игру провёл 7 мая в выездном матче 28-го тура против бурштынского «Энергетика» (1:2). Владимир Шаран не видел Чумака в команде и всецело доверял Юрию Панькиву. Поэтому вскоре Чумак вернулся в Кременчуг.
В «Кремне» Чумак вновь стал основным игроком, играл в 2010—2012 годах. В сезоне 2010/11 стал бронзовым призёром группы «Б» второй лиги. В первенстве сыграл 24 матча, пропустил 20 мячей. Еще 4 матча (4 пропущенных мяча) сыграл в Кубке Украины. Сезон 2012/13 годов провёл в составе свердловского «Шахтёра», в котором был также основным голкипером. Во второй лиге сыграл 22 матча и пропустил 15 мячей.
В сезоне 2013/14 годов перешёл в ФК «Карловка», где также был основным вратарём. Вскоре эта команда столкнулась с финансовыми проблемами. Некоторое время самостоятельно поддерживал форму, на любительском уровне играл в мини-футбол и «Глобино» в чемпионате Полтавской области.
Сезон 2015/16 годов Чумак начал в составе МФК «Николаев». В команду его пригласил главный тренер клуба Руслан Забранский. Сразу стал основным вратарём, фактически вытеснив Валерия Восконяна. 26 апреля 2017 года Чумак сыграл в полуфинале Кубка Украины против киевского «Динамо». В этом матче пропустил четыре гола, но при этом совершил, как минимум, пять суперсэйвов. Завершил карьеру в 2018 году. В декабре был назначен на должность тренера вратарей «Николаева». В январе 2021 года перешёл на работу с голкиперами МФК «Николаев-2».

## Семья
Отец Юрий Александрович также вратарь. Играл в высшей лиге за «Кремень», «Ниву» и «Прикарпатье».